# 2015–2016-os holland labdarúgó-bajnokság (első osztály)
Ez a szezon volt az Eredivisie 60. szezonja.
A 2015–2016-os holland labdarúgó-bajnokság első osztálya (hivatalos nevén: Eredivisie 2015/16) ahogy már hosszú ideje, most is 18 csapat részvételével zajlott. Ezen szezon 2015. augusztus 8-án rajtolt el, és 2016. május 17-én ért véget. A bajnoki címvédő a PSV Eindhoven csapata volt.
A tavalyi szezonból is három csapat – a Go Ahead Eagles, FC Dordrecht és a NAC Breda – esett ki és nem szerepelt idén az Eredivisie-ben. Helyettük feljutott az Eerste Divisie tavalyi bajnoka, a NEC Nijmegen és az osztályozókat megnyerve a Roda Kerkrade valamint a De Graafschaap.
Az idei bajnokságban volt az eddigi egyik legszorosabb küzdelem a bajnoki címért. Ez két csapat között zajlott, az AFC Ajax és a PSV Eindhoven között. A szezon összes fordulója után ezen két csapat valamelyike állt az élen. Csupán az utolsó fordulóban dőlt el a bajnoki cím. Az Ajax várta 1 pontos előnnyel az utolsó fordulót, de csupán döntetlent játszottak míg a PSV nyerni tudott. Így a PSV Eindhoven megvédte címét és megszerezte a 23. bajnoki tálat.
Mivel ezen szezonban a bajnokságban 3. helyen végzett Feyenoord nyerte a Holland-kupát, ezért ők azonnal bejutottak a következő szezonbeli Európa Liga csoportkörébe. Így a 4. helyezett AZ Alkmaar kapta azt - EL-rájátszás - amit valójában a bronzérmesnek kellett volna, és nem a 4-7. helyezettek, hanem az 5-8. helyezett csapatok indulhattak a bajnokság alapszakaszának végeztével az EL-play off-ban.

## Csapatváltozások az előző szezonhoz képest
Íme azon csapatok, amelyek a tavalyi szezon befejeztével kiestek az Eerste Divisiebe illetve onnan feljutottak az Eredivisiebe
Kiestek a másodosztályba
- Go Ahead Eagles
- FC Dordrecht
- NAC Breda

Feljutottak az élvonalba
- NEC Nijmegen
- Roda Kerkrade
- De Graafschap

## A bajnokságban részt vevő csapatok
A holland labdarúgó-bajnokság 2015–16-os szezonjának első osztályát is 18 csapat részvételével rendezik meg. Az idei bajnoki szezonban a következő csapatok vesznek részt:
| A csapat neve   | Tartomány     | A csapat székhelye | A csapat stadionja       | Befogadóképesség |
| --------------- | ------------- | ------------------ | ------------------------ | ---------------- |
| ADO Den Haag    | Dél-Holland   | Hága               | Kyocera Stadion          | 15 000           |
| AFC Ajax        | Észak-Holland | Amszterdam         | Amsterdam ArenA          | 53 502           |
| AZ Alkmaar      | Észak-Holland | Alkmaar            | AFAS Stadion             | 17 150           |
| SC Cambuur      | Frízföld      | Leeuwarden         | Cambuurstadion           | 10 250           |
| De Graafschap   | Gelderland    | Doetinchem         | De Vijverberg            | 12 600           |
| SBV Excelsior   | Dél-Holland   | Rotterdam          | Stadion Woudestein       | 3 531            |
| Feyenoord       | Dél-Holland   | Rotterdam          | De Kuip                  | 51 577           |
| FC Groningen    | Groningen     | Groningen          | Euroborg                 | 22 550           |
| SC Heerenveen   | Frízföld      | Heerenveen         | Abe Lenstra Stadion      | 26 100           |
| Heracles Almelo | Overijssel    | Almelo             | Polman Stadion           | 12 500           |
| NEC Nijmegen    | Gelderland    | Nijmegen           | Stadion de Goffert       | 12 500           |
| PEC Zwolle      | Overijssel    | Zwolle             | Ijsseldelta Stadion      | 12 500           |
| PSV Eindhoven   | Észak-Brabant | Eindhoven          | Philips Stadion          | 36 500           |
| Roda Kerkrade   | Limburg       | Kerkrade           | Parkstad Limburg Stadion | 19 979           |
| FC Twente       | Overijssel    | Enschede           | De Grolsch Veste         | 30 200           |
| FC Utrecht      | Utrecht       | Utrecht            | Stadion Galgenwaard      | 24 426           |
| Vitesse Arnhem  | Gelderland    | Arnhem             | GelreDome                | 25 000           |
| Willem Tilburg  | Észak-Brabant | Tilburg            | Koning Willem II-stadion | 14 500           |

### Adatok a csapatokról
| Csapat          | Elnök              | Edző                     | Csapatkapitány     | Mez márkája  | Mezszponzor                |
| --------------- | ------------------ | ------------------------ | ------------------ | ------------ | -------------------------- |
| ADO Den Haag    | Wang Hui           | Henk Fraser              | Thomas Kristensen  | Erreà        | Basic-Fit Fitness          |
| AFC Ajax        | Hennie Henrichs    | Frank de Boer            | Davy Klaassen      | Adidas       | Ziggo                      |
| AZ Alkmaar      | René Neelissen     | John van den Brom        | Jeffrey Gouweleeuw | Under Armour | AFAS software              |
| SC Cambuur      | Ype Smid           | Henk de Jong             | Etiënne Reijnen    | Quick        | Bouwgroep Dijkstra Draisma |
| De Graafschap   | Hans Veldhorst     | Jan Vreman               | Ted van de Pavert  | Quick        | ATAG CV-Ketels             |
| SBV Excelsior   | Albert de Jong     | Alfons Groenendijk       | Sander Fischer     | Quick        | DSW Zorgverzekeraar        |
| Feyenoord       | Dick van Well      | Giovanni van Bronckhorst | Dirk Kuijt         | Adidas       | Opel                       |
| FC Groningen    | Bert Middel        | Erwin van de Looi        | Rasmus Lindgren    | Robey        | Essent                     |
| SC Heerenveen   | Jelko van der Wiel | Dwight Lodeweges         | Joey van den Berg  | Jako         | Univé                      |
| Heracles Almelo | Jan Smit           | John Stegeman            | Mark-Jan Fledderus | Acerbis      | TenCate                    |
| NEC Nijmegen    | Ton van Gaalen     | Ernest Faber             | Rens van Eijden    | Patrick      | Scholten Awater            |
| PEC Zwolle      | Adriaan Visser     | Ron Jans                 | Bram van Polen     | Robey        | Compello                   |
| PSV Eindhoven   | Jan Albers         | Phillip Cocu             | Luuk de Jong       | Umbro        | Philips                    |
| Roda Kerkrade   | Harm Wiertz        | Darije Kalezić           | Ard van Peppen     | Robey        | Solland Solar              |
| Twente Enschede | Aldo van der Laan  | Alfred Schreuder         | Jesús Corona       | Nike         | XXimo                      |
| FC Utrecht      | Wilco von Schaik   | Erik ten Hag             | Willem Janssen     | Hummel       | HealthCity                 |
| Vitesse Arnhem  | Bert Roetert       | Peter Bosz               | Guram Kashia       | Macron       | Truphone                   |
| Willem Tilburg  | Mark van Boekel    | Jurgen Streppel          | Jordens Peters     | Robey        | Tricorp                    |

## Tabella végeredménye
| #   | Csapat              | M  | GY | D  | V  | G+ – G– | GK  | P  | Megjegyzések                      |
| --- | ------------------- | -- | -- | -- | -- | ------- | --- | -- | --------------------------------- |
| 1.  | PSV Eindhoven CV    | 34 | 26 | 6  | 2  | 88–32   | +56 | 84 | Bajnokok Ligája – csoportkör      |
| 2.  | AFC Ajax            | 34 | 25 | 7  | 2  | 81–21   | +60 | 82 | Bajnokok Ligája – 3. selejtezőkör |
| 3.  | Feyenoord KGY       | 34 | 19 | 6  | 9  | 62–40   | +22 | 63 | Európa-liga – csoportkör          |
| 4.  | AZ Alkmaar          | 34 | 18 | 5  | 11 | 70–53   | +17 | 59 | Európa-liga – rájátszás           |
| 5.  | FC Utrecht          | 34 | 15 | 8  | 11 | 57–48   | +9  | 53 | Európa Liga - play off            |
| 6.  | Heracles Almelo     | 34 | 14 | 9  | 11 | 47–49   | −2  | 51 | Európa Liga - play off            |
| 7.  | FC Groningen        | 34 | 14 | 8  | 12 | 41–48   | −7  | 50 | Európa Liga - play off            |
| 8.  | PEC Zwolle          | 34 | 14 | 6  | 14 | 56–54   | +2  | 48 | Európa Liga - play off            |
| 9.  | Vitesse Arnhem      | 34 | 12 | 10 | 12 | 55–38   | +17 | 46 |                                   |
| 10. | NEC Nijmegen Ú      | 34 | 13 | 7  | 14 | 37–42   | −5  | 46 |                                   |
| 11. | ADO Den Haag        | 34 | 10 | 13 | 11 | 48–49   | −1  | 43 |                                   |
| 12. | SC Heerenveen       | 34 | 11 | 9  | 14 | 46–61   | −15 | 42 |                                   |
| 13. | Twente Enschede -3  | 34 | 12 | 7  | 15 | 49–64   | −15 | 43 |                                   |
| 14. | Roda Kerkrade Ú     | 34 | 8  | 10 | 16 | 34–55   | −21 | 34 |                                   |
| 15. | Excelsior Rotterdam | 34 | 7  | 9  | 18 | 34–60   | −26 | 30 |                                   |
| 16. | Willem Tilburg      | 34 | 6  | 11 | 17 | 35–53   | −18 | 29 | Osztályozó                        |
| 17. | De Graafschap Ú     | 34 | 5  | 8  | 21 | 39–66   | −27 | 23 | Osztályozó                        |
| 18. | SC Cambuur          | 34 | 3  | 9  | 22 | 33–79   | −46 | 18 | Eerste Divisie                    |

Forrás: Az Eredivisie hivatalos oldala (hollandul) 
A rangsorolás alapszabályai: 1. összpontszám, 2. egymás elleni eredmények összpontszáma, 3. gólkülönbség, 4. szerzett gólok száma.
(B): Bajnokcsapat, (K): Kieső csapat, (F): Feljutó csapat, (I): Kupainduló, (R): A rájátszás győztese, (KGY): Kupagyőztes

−3A Twente Enschede-től a holland-szövetség anyagi okok miatt 3 pontot levont.
| A 2015 / 2016-os szezon bajnoka |
| ------------------------------- |
| PSV Eindhoven 23. cím           |

## Tabellák
| Poz. | CSAPAT          | MSZ | GY | D | V  | PTK | L.G. | K.G. | GK. |
| ---- | --------------- | --- | -- | - | -- | --- | ---- | ---- | --- |
| 1.   | AFC Ajax        | 17  | 13 | 3 | 1  | 42  | 49   | 12   | +37 |
| 2.   | PSV Eindhoven   | 17  | 13 | 3 | 1  | 42  | 41   | 16   | +25 |
| 3.   | Feyenoord       | 17  | 11 | 3 | 3  | 36  | 33   | 14   | +19 |
| 4.   | NEC Nijmegen    | 17  | 11 | 2 | 4  | 35  | 25   | 17   | +8  |
| 5.   | FC Groningen    | 17  | 10 | 3 | 4  | 33  | 25   | 19   | +6  |
| 6.   | AZ Alkmaar      | 17  | 10 | 2 | 5  | 32  | 38   | 24   | +14 |
| 7.   | PEC Zwolle      | 17  | 10 | 2 | 5  | 32  | 35   | 27   | +8  |
| 8.   | Heracles Almelo | 17  | 9  | 5 | 3  | 32  | 28   | 23   | +5  |
| 9.   | FC Utrecht      | 17  | 9  | 4 | 4  | 31  | 30   | 24   | +6  |
| 10.  | Twente Enschede | 17  | 9  | 3 | 5  | 30  | 31   | 25   | +6  |
| 11.  | Vitesse Arnhem  | 17  | 7  | 4 | 6  | 25  | 30   | 18   | +12 |
| 12.  | SC Heerenveen   | 17  | 6  | 4 | 7  | 22  | 24   | 29   | -5  |
| 13.  | ADO Den Haag    | 17  | 4  | 8 | 5  | 20  | 20   | 22   | -2  |
| 14.  | Excelsior       | 17  | 4  | 5 | 8  | 17  | 21   | 31   | -10 |
| 15.  | De Graafschap   | 17  | 3  | 6 | 8  | 15  | 23   | 29   | -6  |
| 16.  | Willem II       | 17  | 3  | 6 | 8  | 15  | 19   | 26   | -7  |
| 17.  | Roda Kerkrade   | 17  | 3  | 6 | 8  | 15  | 15   | 25   | -10 |
| 18.  | SC Cambuur      | 17  | 2  | 5 | 10 | 11  | 12   | 32   | -20 |

| Poz. | CSAPAT          | MSZ | GY | D | V  | PTK | L.G. | K.G. | GK. |
| ---- | --------------- | --- | -- | - | -- | --- | ---- | ---- | --- |
| 1.   | PSV Eindhoven   | 17  | 13 | 3 | 1  | 42  | 47   | 16   | +31 |
| 2.   | AFC Ajax        | 17  | 12 | 4 | 1  | 40  | 32   | 9    | +23 |
| 3.   | AZ Alkmaar      | 17  | 8  | 3 | 6  | 27  | 32   | 29   | +3  |
| 4.   | Feyenoord       | 17  | 8  | 3 | 6  | 27  | 29   | 26   | +3  |
| 5.   | ADO Den Haag    | 17  | 6  | 5 | 6  | 23  | 28   | 27   | +1  |
| 6.   | FC Utrecht      | 17  | 6  | 4 | 7  | 22  | 27   | 24   | +3  |
| 7.   | Vitesse Arnhem  | 17  | 5  | 6 | 6  | 21  | 25   | 20   | +5  |
| 8.   | SC Heerenveen   | 17  | 5  | 5 | 7  | 20  | 22   | 32   | -10 |
| 9.   | Heracles Almelo | 17  | 5  | 4 | 8  | 19  | 19   | 26   | -7  |
| 10.  | Roda Kerkrade   | 17  | 5  | 4 | 8  | 19  | 19   | 30   | -11 |
| 11.  | FC Groningen    | 17  | 4  | 5 | 8  | 17  | 16   | 29   | -7  |
| 12.  | PEC Zwolle      | 17  | 4  | 4 | 9  | 16  | 21   | 27   | -6  |
| 13.  | Willem II       | 17  | 3  | 5 | 9  | 14  | 16   | 27   | -11 |
| 14.  | Excelsior       | 17  | 3  | 4 | 10 | 13  | 13   | 29   | -16 |
| 15.  | Twente Enschede | 17  | 3  | 4 | 10 | 13  | 18   | 39   | -21 |
| 16.  | NEC Nijmegen    | 17  | 2  | 5 | 10 | 11  | 12   | 25   | -13 |
| 17.  | De Graafschap   | 17  | 2  | 2 | 13 | 8   | 16   | 37   | -21 |
| 18.  | SC Cambuur      | 17  | 1  | 4 | 12 | 7   | 21   | 47   | -26 |

## Eredmények
|                 | ADO | AJA | AZ  | CAM | GRA | EXC | FEY | GRO | HEE | HER | NEC | PEC | PSV | ROD | TWE | UTR | VIT | WIL |
| --------------- | --- | --- | --- | --- | --- | --- | --- | --- | --- | --- | --- | --- | --- | --- | --- | --- | --- | --- |
| ADO Den Haag    |     | 0–1 | 1–2 | 2–1 | 1–1 | 3–3 | 1–0 | 0–1 | 1–1 | 0–1 | 1–0 | 0–2 | 2–2 | 2–2 | 2–1 | 1–1 | 2–2 | 1–1 |
| AFC Ajax        | 4–0 |     | 4–1 | 5–1 | 2–1 | 3–0 | 2–1 | 2–0 | 5–2 | 0–0 | 2–2 | 3–0 | 1–2 | 6–0 | 4–0 | 2–2 | 1–0 | 3–0 |
| AZ Alkmaar      | 0–1 | 0–3 |     | 3–1 | 4–1 | 2–0 | 4–2 | 4–1 | 3–1 | 3–1 | 2–4 | 5–1 | 2–4 | 0–1 | 3–1 | 2–2 | 1–0 | 0–0 |
| SC Cambuur      | 1–1 | 0–1 | 1–1 |     | 2–3 | 0–2 | 0–2 | 2–2 | 0–1 | 1–6 | 3–1 | 1–0 | 0–6 | 0–1 | 0–0 | 0–2 | 0–2 | 1–1 |
| De Graafschap   | 3–1 | 1–1 | 1–3 | 2–2 |     | 2–0 | 1–2 | 1–2 | 0–1 | 0–1 | 1–1 | 0–3 | 3–6 | 3–0 | 1–1 | 0–1 | 2–2 | 2–2 |
| SBV Excelsior   | 2–4 | 0–2 | 2–2 | 1–4 | 3–0 |     | 2–4 | 2–1 | 1–1 | 1–3 | 2–0 | 2–2 | 1–3 | 0–1 | 1–1 | 1–0 | 0–3 | 0–0 |
| Feyenoord       | 0–2 | 1–1 | 3–1 | 3–1 | 3–1 | 3–0 |     | 1–1 | 1–2 | 3–0 | 1–0 | 2–0 | 0–2 | 1–1 | 5–0 | 3–2 | 2–0 | 1–0 |
| FC Groningen    | 2–1 | 1–2 | 2–0 | 2–0 | 3–1 | 2–0 | 1–1 |     | 3–1 | 2–1 | 0–0 | 2–0 | 0–3 | 1–0 | 1–1 | 1–4 | 0–3 | 2–1 |
| SC Heerenveen   | 0–4 | 0–2 | 4–2 | 2–0 | 3–1 | 2–1 | 2–5 | 1–2 |     | 0–1 | 1–1 | 1–1 | 1–1 | 3–0 | 1–3 | 0–4 | 0–0 | 3–1 |
| Heracles Almelo | 1–1 | 0–2 | 3–6 | 3–1 | 2–1 | 0–0 | 2–2 | 2–1 | 2–0 |     | 3–0 | 2–0 | 2–1 | 0–5 | 2–0 | 1–1 | 1–1 | 2–1 |
| NEC Nijmegen    | 4–1 | 0–2 | 0–3 | 2–1 | 2–0 | 1–0 | 3–1 | 1–1 | 2–0 | 1–0 |     | 2–2 | 0–3 | 1–2 | 2–0 | 1–0 | 2–1 | 1–0 |
| PEC Zwolle      | 2–1 | 0–2 | 2–1 | 2–2 | 2–1 | 3–0 | 3–1 | 1–3 | 5–2 | 1–1 | 2–0 |     | 1–3 | 3–1 | 2–1 | 1–2 | 1–5 | 4–1 |
| PSV Eindhoven   | 2–0 | 0–2 | 3–0 | 6–2 | 4–2 | 1-1 | 3–1 | 2–0 | 1-1 | 2–0 | 2–1 | 3–2 |     | 1–1 | 4–2 | 3–1 | 2–0 | 2–0 |
| Roda Kerkrade   | 1–1 | 2–2 | 0–1 | 1–1 | 1–0 | 1–2 | 1–1 | 0–0 | 1–2 | 3–1 | 0–0 | 0–5 | 0–3 |     | 0–1 | 1–0 | 1–2 | 2–3 |
| FC Twente       | 1–4 | 2–2 | 2–2 | 3–0 | 2-1 | 2-0 | 0–1 | 2–0 | 1–4 | 4–0 | 1–0 | 2-1 | 1–3 | 2–1 |     | 3–1 | 2–2 | 1–3 |
| FC Utrecht      | 2–2 | 1–0 | 1–3 | 3–3 | 0–2 | 2–1 | 1–2 | 2–0 | 1–1 | 4–2 | 3–1 | 1–0 | 0–2 | 1-1 | 4–2 |     | 2–1 | 2–1 |
| Vitesse Arnhem  | 2–2 | 1–3 | 0–2 | 4–1 | 3–0 | 0–0 | 0–2 | 5–0 | 3–0 | 1–1 | 1–0 | 1–1 | 0–1 | 3–0 | 5–1 | 1–3 |     | 0–1 |
| Willem Tilburg  | 0–2 | 0–4 | 0–2 | 3–0 | 0–0 | 2–3 | 0–1 | 1–1 | 2–2 | 0–0 | 0–1 | 0–1 | 2–2 | 3–2 | 2–3 | 3–1 | 1–1 |     |

- Forrás: Az Eredivisie hivatalos oldala
- A hazai csapatok a baloldali oszlopban szerepelnek.
- Színek: Zöld = HAZAI GYŐZELEM; Sárga = DÖNTETLEN; Piros = VENDÉG GYŐZELEM

## Bajnokság fordulónkénti változása
Ebből a táblázatból az derül ki, hogy minden egyes forduló után melyik csapat hányadik helyet foglalta el.
| Klub / Fordulók | 1            | 2  | 3  | 4  | 5  | 6  | 7  | 8  | 9  | 10 | 11 | 12 | 13 | 14 | 15 | 16 | 17 | 18 | 19 | 20 | 21 | 22 | 23 | 24 | 25 | 26 | 27 | 28 | 29 | 30 | 31 | 32 | 33 | 34 |    |
| --------------- | ------------ | -- | -- | -- | -- | -- | -- | -- | -- | -- | -- | -- | -- | -- | -- | -- | -- | -- | -- | -- | -- | -- | -- | -- | -- | -- | -- | -- | -- | -- | -- | -- | -- | -- | -- |
| Klub / Fordulók | ADO Den Haag | 6  | 3  | 6  | 11 | 12 | 12 | 13 | 15 | 14 | 14 | 13 | 14 | 14 | 14 | 13 | 12 | 10 | 11 | 11 | 12 | 12 | 12 | 11 | 11 | 13 | 11 | 10 | 10 | 10 | 12 | 10 | 11 | 11 | 11 |
| AFC Ajax        | 1            | 1  | 1  | 1  | 1  | 1  | 1  | 1  | 1  | 1  | 1  | 1  | 1  | 1  | 1  | 1  | 1  | 1  | 1  | 1  | 2  | 2  | 2  | 2  | 2  | 2  | 2  | 1  | 1  | 1  | 1  | 1  | 1  | 2  |    |
| AZ Alkmaar      | 18           | 15 | 13 | 14 | 13 | 14 | 11 | 9  | 10 | 11 | 11 | 10 | 9  | 10 | 10 | 11 | 12 | 10 | 10 | 9  | 8  | 6  | 4  | 3  | 4  | 4  | 4  | 4  | 4  | 6  | 4  | 4  | 4  | 4  |    |
| SC Cambuur      | 6            | 13 | 17 | 17 | 17 | 17 | 17 | 17 | 17 | 17 | 17 | 17 | 17 | 17 | 17 | 17 | 16 | 17 | 17 | 17 | 17 | 17 | 18 | 18 | 17 | 17 | 18 | 18 | 18 | 18 | 18 | 18 | 18 | 18 |    |
| De Graafschap   | 16           | 18 | 18 | 18 | 18 | 18 | 18 | 18 | 18 | 18 | 18 | 18 | 18 | 18 | 18 | 18 | 18 | 18 | 18 | 18 | 18 | 18 | 17 | 17 | 18 | 18 | 17 | 17 | 17 | 17 | 17 | 17 | 17 | 17 |    |
| Excelsior       | 15           | 12 | 15 | 12 | 14 | 15 | 16 | 12 | 12 | 12 | 12 | 11 | 11 | 12 | 12 | 13 | 14 | 14 | 15 | 15 | 16 | 16 | 16 | 16 | 16 | 16 | 16 | 16 | 16 | 16 | 15 | 16 | 15 | 15 |    |
| Feyenoord       | 4            | 2  | 2  | 3  | 3  | 4  | 2  | 2  | 2  | 2  | 2  | 3  | 2  | 2  | 2  | 2  | 3  | 3  | 3  | 3  | 3  | 4  | 6  | 7  | 3  | 3  | 3  | 3  | 3  | 3  | 3  | 3  | 3  | 3  |    |
| FC Groningen    | 10           | 14 | 10 | 13 | 9  | 8  | 8  | 10 | 9  | 8  | 8  | 8  | 8  | 6  | 5  | 5  | 8  | 9  | 9  | 10 | 9  | 7  | 9  | 10 | 10 | 10 | 11 | 12 | 11 | 10 | 11 | 10 | 8  | 7  |    |
| SC Heerenveen   | 2            | 6  | 7  | 8  | 11 | 11 | 12 | 13 | 15 | 15 | 14 | 12 | 12 | 11 | 11 | 10 | 11 | 12 | 12 | 11 | 11 | 11 | 12 | 12 | 11 | 12 | 13 | 13 | 12 | 11 | 12 | 12 | 12 | 12 |    |
| Heracles Almelo | 16           | 8  | 4  | 2  | 2  | 2  | 3  | 3  | 4  | 4  | 4  | 4  | 4  | 4  | 4  | 4  | 4  | 6  | 4  | 5  | 4  | 3  | 3  | 5  | 6  | 9  | 6  | 6  | 6  | 5  | 6  | 6  | 6  | 6  |    |
| NEC Nijmegen    | 5            | 10 | 11 | 9  | 10 | 9  | 9  | 7  | 7  | 7  | 6  | 6  | 5  | 7  | 7  | 9  | 6  | 5  | 7  | 4  | 5  | 5  | 8  | 8  | 8  | 7  | 8  | 9  | 8  | 9  | 7  | 8  | 9  | 10 |    |
| PEC Zwolle      | 6            | 4  | 3  | 5  | 5  | 3  | 5  | 5  | 6  | 6  | 7  | 7  | 7  | 8  | 8  | 7  | 9  | 8  | 8  | 8  | 10 | 10 | 10 | 9  | 9  | 8  | 9  | 8  | 9  | 8  | 9  | 7  | 7  | 8  |    |
| PSV Eindhoven   | 6            | 6  | 7  | 5  | 4  | 5  | 4  | 4  | 3  | 3  | 3  | 2  | 3  | 3  | 3  | 3  | 2  | 2  | 2  | 2  | 1  | 1  | 1  | 1  | 1  | 1  | 1  | 2  | 2  | 2  | 2  | 2  | 2  | 1  |    |
| Roda Kerkrade   | 2            | 9  | 5  | 4  | 6  | 6  | 7  | 8  | 8  | 10 | 10 | 13 | 13 | 13 | 14 | 14 | 15 | 15 | 13 | 13 | 13 | 13 | 14 | 14 | 14 | 14 | 14 | 14 | 14 | 14 | 14 | 14 | 14 | 14 |    |
| FC Twente       | 10           | 15 | 16 | 16 | 16 | 16 | 15 | 16 | 13 | 13 | 15 | 15 | 15 | 16 | 16 | 16 | 17 | 16 | 16 | 16 | 15 | 14 | 13 | 13 | 12 | 13 | 12 | 11 | 13 | 13 | 13 | 13 | 13 | 13 |    |
| FC Utrecht      | 14           | 11 | 12 | 10 | 7  | 10 | 10 | 11 | 11 | 9  | 9  | 9  | 10 | 9  | 9  | 8  | 7  | 7  | 5  | 7  | 7  | 9  | 7  | 4  | 5  | 5  | 5  | 5  | 5  | 4  | 5  | 5  | 5  | 5  |    |
| Vitesse Arnhem  | 10           | 5  | 9  | 7  | 8  | 7  | 6  | 6  | 5  | 5  | 5  | 5  | 6  | 5  | 6  | 6  | 5  | 4  | 6  | 6  | 6  | 8  | 5  | 6  | 7  | 6  | 7  | 7  | 7  | 7  | 8  | 9  | 10 | 9  |    |
| Willem II       | 10           | 17 | 14 | 15 | 15 | 13 | 14 | 14 | 16 | 16 | 16 | 16 | 16 | 15 | 15 | 15 | 13 | 13 | 14 | 14 | 14 | 15 | 15 | 15 | 15 | 15 | 15 | 15 | 15 | 15 | 16 | 15 | 16 | 16 |    |

## Idei alapszakaszbeli sorozatok
Ez a táblázat azt mutatja meg, hogy az idei bajnokság alapszakaszában melyik csapat, milyen hosszú győzelmi-döntetlen-vereség sorozatokat produkált
| Klub / Fordulók | 1            | 2  | 3  | 4  | 5  | 6  | 7  | 8  | 9  | 10 | 11 | 12 | 13 | 14 | 15 | 16 | 17 | 18 | 19 | 20 | 21 | 22 | 23 | 24 | 25 | 26 | 27 | 28 | 29 | 30 | 31 | 32 | 33 | 34 |   |
| --------------- | ------------ | -- | -- | -- | -- | -- | -- | -- | -- | -- | -- | -- | -- | -- | -- | -- | -- | -- | -- | -- | -- | -- | -- | -- | -- | -- | -- | -- | -- | -- | -- | -- | -- | -- | - |
| Klub / Fordulók | ADO Den Haag | D  | GY | D  | V  | V  | V  | D  | V  | D  | D  | GY | D  | D  | V  | GY | D  | GY | V  | GY | V  | GY | D  | GY | V  | V  | GY | D  | GY | V  | D  | GY | V  | D  | D |
| AFC Ajax        | GY           | GY | GY | GY | D  | GY | GY | V  | GY | GY | GY | D  | GY | GY | GY | V  | GY | GY | GY | D  | D  | GY | GY | GY | GY | GY | D  | GY | GY | GY | D  | GY | GY | D  |   |
| AZ Alkmaar      | V            | D  | D  | V  | GY | V  | GY | GY | D  | V  | V  | GY | GY | V  | V  | V  | D  | GY | GY | GY | GY | GY | GY | GY | V  | GY | GY | D  | V  | V  | GY | GY | GY | GY |   |
| SC Cambuur      | D            | V  | V  | V  | V  | D  | D  | D  | D  | D  | V  | D  | V  | V  | V  | GY | GY | V  | V  | V  | V  | V  | V  | V  | GY | V  | V  | V  | D  | V  | V  | D  | V  | V  |   |
| De Graafschap   | V            | V  | V  | V  | V  | V  | D  | V  | D  | V  | V  | V  | V  | GY | V  | V  | V  | GY | V  | GY | V  | D  | D  | D  | V  | V  | GY | V  | D  | V  | D  | GY | V  | D  |   |
| Excelsior       | V            | D  | V  | GY | V  | V  | D  | GY | D  | GY | V  | GY | D  | V  | D  | V  | V  | V  | V  | V  | D  | D  | V  | V  | GY | V  | GY | V  | V  | V  | D  | V  | D  | GY |   |
| Feyenoord       | GY           | GY | GY | V  | GY | D  | GY | GY | GY | GY | V  | D  | GY | GY | GY | D  | V  | V  | V  | V  | V  | V  | V  | D  | GY | GY | GY | GY | GY | GY | D  | D  | GY | GY |   |
| FC Groningen    | D            | V  | GY | V  | GY | GY | V  | V  | GY | D  | GY | D  | GY | GY | D  | D  | V  | V  | D  | D  | GY | GY | V  | V  | V  | V  | V  | V  | GY | GY | D  | GY | GY | GY |   |
| SC Heerenveen   | GY           | D  | D  | D  | V  | V  | D  | V  | V  | D  | GY | GY | V  | GY | V  | GY | V  | V  | GY | GY | GY | V  | V  | D  | GY | V  | D  | V  | GY | GY | D  | V  | V  | D  |   |
| Heracles Almelo | V            | GY | GY | GY | GY | GY | V  | GY | V  | GY | GY | D  | D  | V  | V  | D  | GY | V  | GY | D  | D  | GY | V  | V  | V  | V  | GY | GY | D  | GY | D  | D  | D  | V  |   |
| NEC Nijmegen    | GY           | V  | V  | GY | D  | GY | V  | GY | V  | D  | GY | GY | GY | V  | D  | V  | GY | GY | D  | GY | V  | D  | V  | D  | V  | GY | D  | V  | GY | V  | GY | V  | V  | V  |   |
| PEC Zwolle      | D            | GY | GY | D  | GY | GY | V  | GY | V  | V  | V  | D  | GY | V  | D  | GY | V  | GY | V  | D  | V  | V  | GY | GY | V  | GY | V  | GY | V  | GY | V  | GY | D  | V  |   |
| PSV Eindhoven   | D            | GY | D  | GY | GY | V  | GY | GY | D  | GY | GY | GY | D  | GY | GY | D  | GY | GY | GY | GY | GY | GY | GY | GY | GY | GY | D  | V  | GY | GY | GY | GY | GY | GY |   |
| Roda Kerkrade   | GY           | V  | GY | GY | D  | D  | V  | D  | D  | V  | V  | D  | V  | V  | D  | D  | V  | V  | GY | GY | D  | D  | V  | D  | GY | V  | V  | GY | V  | V  | V  | V  | GY | V  |   |
| FC Twente       | D            | V  | V  | V  | D  | D  | GY | V  | GY | V  | V  | V  | V  | V  | D  | GY | V  | GY | V  | V  | GY | GY | GY | GY | GY | V  | GY | D  | GY | V  | D  | GY | V  | D  |   |
| FC Utrecht      | V            | D  | D  | GY | GY | V  | D  | V  | D  | GY | GY | V  | V  | GY | GY | GY | D  | GY | GY | V  | V  | V  | GY | GY | V  | GY | D  | GY | D  | GY | D  | V  | GY | V  |   |
| Vitesse Arnhem  | D            | GY | V  | GY | V  | GY | D  | GY | GY | V  | GY | V  | D  | GY | V  | D  | GY | GY | V  | D  | D  | V  | GY | D  | V  | GY | V  | GY | V  | D  | D  | V  | V  | D  |   |
| Willem II       | D            | V  | D  | V  | V  | GY | D  | V  | V  | D  | V  | V  | D  | GY | GY | D  | GY | V  | V  | D  | D  | D  | D  | V  | GY | V  | V  | V  | V  | V  | V  | D  | V  | GY |   |

- Zöld szin = GYŐZELEM
- Kék szin = DÖNTETLEN
- Piros szin = VERESÉG

## Gólok száma fordulónként
Ez a táblázat két dolgot mutat meg. Azt, hogy ebben szezonban a bajnokságban mennyi gól esett fordulónként és azt, hogy ezek alapján mennyi a mérkőzésenkénti gólátlag minden egyes fordulóban.
| FORDULÓK   | 1    | 2   | 3    | 4    | 5    | 6    | 7    | 8    | 9   | 10  | 11   | 12   | 13   | 14   | 15   | 16   | 17   | 18   | 19   | 20   | 21   | 22   | 23   | 24   | 25   | 26  | 27  | 28   | 29   | 30   | 31   | 32   | 33   | 34  |
| ---------- | ---- | --- | ---- | ---- | ---- | ---- | ---- | ---- | --- | --- | ---- | ---- | ---- | ---- | ---- | ---- | ---- | ---- | ---- | ---- | ---- | ---- | ---- | ---- | ---- | --- | --- | ---- | ---- | ---- | ---- | ---- | ---- | --- |
| ÖSSZES GÓL | 29   | 27  | 21   | 24   | 26   | 21   | 30   | 26   | 27  | 27  | 38   | 28   | 32   | 33   | 22   | 22   | 39   | 25   | 25   | 22   | 24   | 20   | 31   | 26   | 22   | 27  | 27  | 24   | 30   | 30   | 26   | 20   | 34   | 27  |
| GÓLÁTLAG   | 3,22 | 3,0 | 2,33 | 2,66 | 2,88 | 2,33 | 3,33 | 2,88 | 3,0 | 3,0 | 4,22 | 3,11 | 3,55 | 3,66 | 2,44 | 2,44 | 4,33 | 2,77 | 2,77 | 2,44 | 2,66 | 2,22 | 3,44 | 2,88 | 2,44 | 3,0 | 3,0 | 2,66 | 3,33 | 3,33 | 2,88 | 2,22 | 3,77 | 3,0 |

- Sárga szin = LEGTÖBB
- Piros szin = LEGKEVESEBB

## Nézők száma mérkőzésenként
Íme az idei szezon összes alapszakaszbeli mérkőzésére kilátogató nézők száma
|                 | ADO    | AJA    | AZ     | CAM    | DEG    | EXC    | FEY    | GRO    | HEE    | HER    | NEC    | PEC    | PSV    | ROD    | TWE    | UTR    | VIT    | WIL    | ÖSSZESEN  | ÁTLAG  |
| --------------- | ------ | ------ | ------ | ------ | ------ | ------ | ------ | ------ | ------ | ------ | ------ | ------ | ------ | ------ | ------ | ------ | ------ | ------ | --------- | ------ |
| ADO Den Haag    |        | 14.561 | 13.128 | 10.342 | 10.512 | 10.667 | 14.261 | 11.891 | 12.753 | 15.000 | 10.784 | 11.784 | 13.125 | 11.349 | 13.128 | 12.293 | 12.133 | 11.703 | 209.414   | 12.318 |
| AFC Ajax        | 43.578 |        | 51.313 | 47.932 | 50.882 | 48.800 | 51.875 | 45.676 | 47.544 | 44.517 | 50.168 | 51.862 | 51.154 | 50.681 | 51.727 | 51.768 | 48.533 | 48.494 | 836.504   | 49.206 |
| AZ Alkmaar      | 13.743 | 16.673 |        | 14.017 | 16.799 | 15.050 | 15.217 | 16.325 | 15.521 | 13.121 | 15.555 | 16.341 | 17.052 | 14.226 | 13.000 | 15.756 | 15.006 | 14.144 | 257.546   | 15.150 |
| SC Cambuur      | 9.519  | 10.000 | 9.666  |        | 10.000 | 8.650  | 10.000 | 9.813  | 10.000 | 9.630  | 9.718  | 9.775  | 9.821  | 9.762  | 9.714  | 9.710  | 9.508  | 9.600  | 164.886   | 9.699  |
| De Graafschap   | 9.763  | 12.600 | 8.564  | 12.600 |        | 10.253 | 12.145 | 10.083 | 12.314 | 10.361 | 10.123 | 8.100  | 11.163 | 12.032 | 12.600 | 10.175 | 12.218 | 9.183  | 184.277   | 10.840 |
| SBV Excelsior   | 3.519  | 3.750  | 3.394  | 3.750  | 3.400  |        | 3.750  | 3.605  | 3.750  | 3.750  | 3.523  | 3.750  | 3.700  | 3.500  | 3.400  | 3.430  | 3.600  | 3.500  | 61.071    | 3.592  |
| Feyenoord       | 47.500 | 47.500 | 47.500 | 47.500 | 47.000 | 46.500 |        | 47.500 | 47.500 | 47.500 | 47.500 | 47.500 | 47.500 | 47.500 | 47.500 | 47.500 | 47.500 | 47.500 | 806.000   | 47.412 |
| FC Groningen    | 19.480 | 22.500 | 22.500 | 20.743 | 22.425 | 19.277 | 22.091 |        | 21.001 | 22.206 | 20.163 | 21.565 | 21.983 | 20.798 | 21.241 | 20.545 | 21.331 | 21.787 | 361.636   | 21.273 |
| SC Heerenveen   | 23.122 | 25.950 | 23.100 | 26.100 | 22.100 | 22.150 | 25.350 | 25.385 |        | 24.500 | 22.412 | 22.763 | 24.645 | 22.850 | 23.125 | 21.300 | 23.984 | 22.150 | 400.986   | 23.587 |
| Heracles Almelo | 11.681 | 12.080 | 11.096 | 10.627 | 10.451 | 12.500 | 12.024 | 10.622 | 10.780 |        | 12.084 | 10.543 | 12.034 | 10.055 | 12.100 | 12.011 | 10.622 | 11.123 | 192.433   | 11.320 |
| NEC Nijmegen    | 11.534 | 12.321 | 12.130 | 12.334 | 11.673 | 10.240 | 12.500 | 11.630 | 10.118 | 12.438 |        | 10.503 | 12.353 | 12.145 | 10.958 | 11.509 | 12.500 | 11.682 | 198.568   | 11.680 |
| PEC Zwolle      | 12.150 | 12.500 | 12.120 | 11.650 | 12.250 | 11.800 | 12.500 | 12.225 | 12.320 | 12.420 | 12.352 |        | 12.500 | 12.500 | 12.123 | 12.300 | 12.250 | 12.185 | 208.145   | 12.244 |
| PSV Eindhoven   | 33.500 | 35.000 | 33.000 | 34.000 | 32.500 | 32.800 | 35.000 | 32.000 | 34.100 | 33.400 | 32.500 | 34.000 |        | 33.700 | 33.000 | 34.100 | 34.000 | 34.500 | 571.100   | 33.594 |
| Roda Kerkrade   | 14.182 | 17.465 | 13.516 | 14.489 | 13.130 | 13.907 | 17.142 | 13.171 | 15.259 | 13.472 | 13.967 | 14.378 | 17.159 |        | 15.012 | 13.605 | 15.184 | 16.805 | 252.023   | 14.825 |
| Twente Enschede | 24.900 | 29.000 | 25.800 | 25.200 | 25.100 | 24.500 | 27.600 | 25.200 | 25.600 | 28.900 | 24.500 | 27.200 | 25.500 | 24.700 |        | 24.400 | 26.500 | 24.100 | 438.700   | 25.806 |
| FC Utrecht      | 14.184 | 14.100 | 20.792 | 16.073 | 19.431 | 16.081 | 18.512 | 23.750 | 16.364 | 18.144 | 18.729 | 21.715 | 19.224 | 15.779 | 17.034 |        | 16.056 | 17.398 | 303.366   | 17.845 |
| Vitesse Arnhem  | 16.298 | 21.163 | 17.000 | 13.573 | 15.139 | 20.112 | 18.834 | 16.185 | 15.234 | 21.231 | 19.212 | 14.876 | 16.879 | 13.212 | 15.987 | 18.121 |        | 15.987 | 289.043   | 17.002 |
| Willem Tilburg  | 13.100 | 14.500 | 12.000 | 12.050 | 12.000 | 11.200 | 13.670 | 12.000 | 13.500 | 13.100 | 12.300 | 11.500 | 14.112 | 13.000 | 13.110 | 11.600 | 11.000 |        | 213.742   | 12.573 |
| ÖSSZESEN        |        |        |        |        |        |        |        |        |        |        |        |        |        |        |        |        |        |        | 5.949.440 | 19.443 |

- Sárga szin = legtöbb néző
- Piros szin = legkevesebb néző

## Play Off

### Osztályozók

#### 1. kör
A bentmaradásért küzdő csapatok közül az első körben 4 csapatnak kellett megküzdenie a következő körbe való bejutásért. Az első mérkőzéseket május 2-án, a visszavágókat pedig május 6-án rendezték meg.
| 1. csapat      | Össz. | 2. csapat   | 1. mérk. | 2. mérk. |
| -------------- | ----- | ----------- | -------- | -------- |
| MVV Maastricht | 4-2   | FC Volendam | 2–1      | 2–1      |
| Almere City FC | 8–2   | FC Emmen    | 4–1      | 4–1      |

#### 2. kör
A második körben a mérkőzéseket május 13-án és május 16-án rendezték meg.
| 1. csapat       | Össz. | 2. csapat      | 1. mérk. | 2. mérk. |
| --------------- | ----- | -------------- | -------- | -------- |
| Go Ahead Eagles | 3-2   | VVV Venlo      | 1-0      | 2-2      |
| MVV Maastricht  | 1-3   | De Graafschap  | 0-1      | 1-2      |
| NAC Breda       | 2-1   | FC Eindhoven   | 0-1      | 2-0      |
| Almere City FC  | 2-6   | Willem Tilburg | 0-1      | 2-5      |

#### 3. kör
A harmadik körben dőlt el, hogy az osztályozós csapatok közül jövőre kik szerepelhetnek majd az Eredivisieben.
Az első mérkőzések május 19-én, a visszavágók pedig május 22-én voltak. Végül a 2 továbbjutó közül az egyikük az idén is elsőosztályban szereplő Willem Tilburg és a másik csapat pedig az ismét feljutó Go Ahead Eagles lettek. A play-off szerint az idén az Eredivisie-ben szereplő De Graafschap visszaesett az Eerste Divisiebe, viszont majdnem megmenekültek mivel a szövetség anyagi okok miatt vizsgálatot indított a Twente Enschede ellen. Ha kizárták volna a Twente-t akkor megmenekült volna a kieséstől a De Graafschap. De végül nem zárták ki a Twente csapatát.
| 1. csapat       | Össz. | 2. csapat      | 1. mérk. | 2. mérk. |
| --------------- | ----- | -------------- | -------- | -------- |
| Go Ahead Eagles | 5–2   | De Graafschap  | 4–1      | 1–1      |
| NAC Breda       | 3–4   | Willem Tilburg | 2–1      | 1–3      |

### Európa Liga

#### Elődöntő
Az Európa-ligába való bejutásért küzdő csapatok a play-off elődöntőjének első mérkőzéseit május 12-én, a visszavágókat pedig május 15-én játszották.
| 1. csapat    | Össz. | 2. csapat       | 1. mérk. | 2. mérk.   |
| ------------ | ----- | --------------- | -------- | ---------- |
| PEC Zwolle   | 2–5   | FC Utrecht      | 0–0      | 2-5        |
| FC Groningen | 3-6   | Heracles Almelo | 2–1      | 1-5 (h.u.) |

#### Döntő
Az Európa-Liga 2016/2017-es szezonjába való bejutás döntőjének első mérkőzését május 19-én, a visszavágót pedig május 22-én rendezték meg. Végül a Heracles Almelo csapatának sikerült kiharcolnia az Európa Liga selejtezőjébe való bejutást.
| 1. csapat       | Össz. | 2. csapat  | 1. mérk. | 2. mérk. |
| --------------- | ----- | ---------- | -------- | -------- |
| Heracles Almelo | 3–1   | FC Utrecht | 1-1      | 2-0      |

## Az európai kupákban induló csapatok eredményei
Ebben a táblázatban azon holland csapatok szerepelnek akik az idei szezonban a 2 európai kupa valamelyikében - vagy mindkettőben - képviselték hazájukat és azt, hogy milyen eredményt értek benne el. A csapatnév melletti zárójelben pedig az előző szezonban elért eredmény látható ami által a kupákban indulhattak.
A szezonban a PSV Eindhoven jutott el a legtovább, az Bajnokok Ligájában a nyolcaddöntőig jutottak.
A zöld színnel írt eredmény csupán a selejtezőt jelöli.
| No. | Csapat                               | Bajnokok Ligája 2015/16 | Európa Liga 2015/16 |
| --- | ------------------------------------ | ----------------------- | ------------------- |
| 1.  | PSV Eindhoven (bajnok)               | nyolcaddöntő            | -                   |
| 2.  | Ajax Amsterdam (2. hely)             | 3. selejtezőkör         | csoportkör          |
| 3.  | AZ Alkmaar (3. hely)                 | -                       | csoportkör          |
| 4.  | Vitesse Arnhem (EL Play-off győztes) | -                       | 3. selejtezőkör     |
| 5.  | FC Groningen (kupagyőztes)           | -                       | csoportkör          |
| 6.  | Go Ahead Eagles (Fair-Play díj)      | -                       | 1. selejtezőkör     |

## A TV-közvetítési jogokból kapott pénz
Az Eredivisie 2015-2016-os szezonjában összesen 72 millió eurót osztottak szét a csapatok között. A legtöbbet most is az AFC Ajax csapata kapta.
Az itt látható lista nem a szezon végeredménye alapján, hanem a kapott összeg alapján van összeállítva.
| No.      | Csapat neve         | Teljes összeg százaléka | Kapott összeg (euró) |
| -------- | ------------------- | ----------------------- | -------------------- |
| 1.       | AFC Ajax            | 12,95%                  | 9 324 000            |
| 2.       | PSV Eindhoven       | 11,65%                  | 8 388 000            |
| 3.       | Feyenoord           | 10,35%                  | 7 452 000            |
| 4.       | Twente Enschede     | 9,05%                   | 6 516 000            |
| 5.       | AZ Alkmaar          | 8%                      | 5 760 000            |
| 6.       | SC Heerenveen       | 6,95%                   | 5 004 000            |
| 7.       | FC Groningen        | 5,9%                    | 4 248 000            |
| 8.       | Vitesse Arnhem      | 4,85%                   | 3 492 000            |
| 9.       | FC Utrecht          | 4,05%                   | 2 916 000            |
| 10.      | Heracles Almelo     | 3,7%                    | 2 664 000            |
| 11.      | ADO Den Haag        | 3,45%                   | 2 484 000            |
| 12.      | Roda Kerkrade       | 3,2%                    | 2 304 000            |
| 13.      | NEC Nijmegen        | 3%                      | 2 160 000            |
| 14.      | PEC Zwolle          | 2,8%                    | 2 016 000            |
| 15.      | Willem Tilburg      | 2,6%                    | 1 872 000            |
| 16.      | SC Cambuur          | 2,55%                   | 1 836 000            |
| 17.      | Excelsior Rotterdam | 2,5%                    | 1 800 000            |
| 18.      | De Graafschap       | 2,45%                   | 1 764 000            |
| ÖSSZESEN | ÖSSZESEN            | 100%                    | 72 000 000           |

## Egyéni díjazottak
Ahogy minden szezon után, úgy most is kiosztották az egyéni díjakat a bajnokság legjobbjainak. A három legnagyobb díj közül egyet sem kapott olyan személy akinek köze van a bajnok PSV Eindhoven csapatához.
- Év edzője:  Erik ten Hag (FC Utrecht)
- Év játékosa:  Davy Klaassen (AFC Ajax)
- Év tehetsége:  Vincent Janssen (AZ Alkmaar)

## Statisztika és rekordok

### Góllövőlista
Íme az idei szezon alapszakaszának legeredményesebb játékosai:
| No. | JÁTÉKOS NEVE     | CSAPAT          | GÓLOK SZÁMA | MÉRKŐZÉSEK | GÓLÁTLAG |
| --- | ---------------- | --------------- | ----------- | ---------- | -------- |
| 1.  | Vincent Janssen  | AZ Alkmaar      | 27          | 34         | 0,79     |
| 2.  | Luuk de Jong     | PSV Eindhoven   | 26          | 33         | 0,79     |
| 3.  | Arkadiusz Milik  | AFC Ajax        | 21          | 31         | 0,68     |
| 4.  | Dirk Kuyt        | Feyenoord       | 19          | 32         | 0,59     |
| 5.  | Sébastien Haller | FC Utrecht      | 17          | 33         | 0,52     |
| -   | Hakím Zíjes      | Twente Enschede | 17          | 33         | 0,52     |
| 6.  | Christian Santos | NEC Nijmegen    | 16          | 30         | 0,53     |
| -   | Mike Havenaar    | ADO Den Haag    | 16          | 31         | 0,52     |
| 9.  | Michiel Kramer   | Feyenoord       | 14          | 30         | 0,47     |
| -   | Lars Veldwijk    | PEC Zwolle      | 14          | 33         | 0,42     |
| 11. | Davy Klaassen    | AFC Ajax        | 13          | 31         | 0,42     |

### Legtöbb gólpassz
Íme az idei szezon alapszakaszának legtöbb gólpasszt adó játékosai:
| No. | JÁTÉKOS NEVE      | CSAPAT          | GÓLPASSZOK | MÉRKŐZÉSEK | ÁTLAG |
| --- | ----------------- | --------------- | ---------- | ---------- | ----- |
| 1.  | Hakím Zíjes       | Twente Enschede | 10         | 33         | 0,3   |
| -   | Édouard Duplan    | ADO Den Haag    | 10         | 31         | 0,32  |
| -   | Joris van Overeem | AZ Alkmaar      | 10         | 33         | 0,3   |
| -   | Jürgen Locadia    | PSV Eindhoven   | 10         | 29         | 0,34  |
| -   | Lars Veldwijk     | PEC Zwolle      | 10         | 33         | 0,3   |
| -   | Rick Karsdorp     | Feyenoord       | 10         | 29         | 0,34  |
| 7.  | Andrés Guardado   | PSV Eindhoven   | 9          | 25         | 0,36  |
| -   | Luuk de Jong      | PSV Eindhoven   | 9          | 33         | 0,27  |
| 9.  | Davy Klaassen     | AFC Ajax        | 8          | 31         | 0,26  |
| -   | Nemanja Gudelj    | AFC Ajax        | 8          | 34         | 0,24  |
| -   | Dos Santos        | AZ Alkmaar      | 8          | 30         | 0,26  |
| -   | Sam Larsson       | SC Heerenveen   | 8          | 34         | 0,24  |
| 13. | Arkadiusz Milik   | AFC Ajax        | 7          | 31         | 0,22  |

### Kanadai ponttáblázat
Íme az idei szezon alapszakaszának kanadai ponttáblázata. A játékosok által összeszedett pontok az általuk lőtt gólok és gólpasszok összegéből jön ki:
| No. | JÁTÉKOS NEVE     | CSAPAT          | GÓLOK | GÓLPASSZOK | PONTSZÁM |
| --- | ---------------- | --------------- | ----- | ---------- | -------- |
| 1.  | Luuk de Jong     | PSV Eindhoven   | 26    | 9          | 35       |
| 2.  | Vincent Janssen  | AZ Alkmaar      | 27    | 4          | 31       |
| 3.  | Arkadiusz Milik  | AFC Ajax        | 21    | 7          | 28       |
| 4.  | Hakím Zíjes      | Twente Enschede | 17    | 10         | 27       |
| 5.  | Lars Veldwijk    | PEC Zwolle      | 14    | 10         | 24       |
| 6.  | Dirk Kuyt        | Feyenoord       | 19    | 3          | 22       |
| 7.  | Sébastien Haller | FC Utrecht      | 17    | 4          | 21       |
| 8.  | Davy Klaassen    | AFC Ajax        | 13    | 8          | 21       |
| 9.  | Mike Havenaar    | ADO Den Haag    | 16    | 3          | 19       |
| 10. | Michiel Kramer   | Feyenoord       | 14    | 4          | 18       |
| 11. | Markus Henriksen | AZ Alkmaar      | 12    | 6          | 18       |
| 12. | Jürgen Locadia   | PSV Eindhoven   | 8     | 10         | 18       |

### Lapok
Íme a szezonban az eddigi legtöbb sárga és piros lapot kapó játékosok listája:
| SÁRGA LAPOK    | SÁRGA LAPOK       | SÁRGA LAPOK     | SÁRGA LAPOK |
| No.            | Játékos neve      | Csapat          | Lapok száma |
| -------------- | ----------------- | --------------- | ----------- |
| 1.             | Funso Ojo         | Willem Tilburg  | 10          |
| -              | Lucas Bijker      | SC Heerenveen   | 10          |
| 3.             | Todd Kane         | NEC Nijmegen    | 9           |
| -              | Robin Pröpper     | De Graafschap   | 9           |
| 5.             | Karim El Ahmadi   | Feyenoord       | 8           |
| -              | Thomas Bruns      | Heracles Almelo | 8           |
| -              | Henk Dijkhuizen   | Roda Kerkrade   | 8           |
| -              | Joey van den Berg | SC Heerenveen   | 8           |
| -              | Christian Santos  | NEC Nijmegen    | 8           |
| -              | Thomas Lam        | Heracles Almelo | 8           |
| -              | Santiago Arias    | PSV Eindhoven   | 8           |
| -              | Danny Bakker      | ADO Den Haag    | 8           |
| még 9 játékos  | még 9 játékos     | még 9 játékos   | 7           |
| még 13 játékos | még 13 játékos    | még 13 játékos  | 6           |
| még 28 játékos | még 28 játékos    | még 28 játékos  | 5           |
| még 42 játékos | még 42 játékos    | még 42 játékos  | 4           |
| még 57 játékos | még 57 játékos    | még 57 játékos  | 3           |
| még 71 játékos | még 71 játékos    | még 71 játékos  | 2           |
| még 76 játékos | még 76 játékos    | még 76 játékos  | 1           |

| PIROS LAPOK | PIROS LAPOK         | PIROS LAPOK   | PIROS LAPOK |
| No.         | Játékos neve        | Csapat        | Lapok száma |
| ----------- | ------------------- | ------------- | ----------- |
| 1.          | Mark van der Maarel | FC Utrecht    | 2           |
| -           | Ouasim Bouy         | PEC Zwolle    | 2           |
| -           | Derrick Luckassen   | AZ Alkmaar    | 2           |
| -           | Joey van den Berg   | SC Heerenveen | 2           |
| -           | Sander Fischer      | SBV Excelsior | 2           |
| -           | Harm Zeinstra       | SC Cambuur    | 2           |
| 7.          | 36 játékos          | 36 játékos    | 1           |

## Érdekességek és jubileumok
- A bajnokság idei szezonjában visszatért az Eredivisie-be egy híres holland játékos. 2015 nyarán 9 szezon után visszatért a Feyenoord csapatához Dirk Kuijt.
- A szezon első fordulójából csupán 4 mérkőzést tudtak megrendezni az előre megadott hétvégén. Mivel augusztus elején még tartott a rendőrsztrájk Hollandiában ezért több város - Hága, Heerenveen, Groningen, Zwolle és Nijmegen - polgármestere nem engedte, hogy rendőrök jelenléte nélkül mérkőzést rendezzenek a városban. Ezen mérkőzéseket a következő héten rendezték meg.
- Az Ajax edzője, Frank de Boer csatlakozott elődjéhez Louis van Gaal-hoz. Az Ajax edzői közül eddig csak neki sikerült kapott gól nélkül megnyerni a bajnokság első négy fordulóját, ebben a szezonban ugyanez De Boer-nak is sikerült.[8] Az Eredivisie története során De Boer a harmadik edző akinek ez sikerült. Rajta kívül az előbb említett Lous van Gaal-nak és a skót Jimmy Calderwood-nak (a Willem Tilburg edzőjeként) sikerült ez, mindkettőjüknek az 1995/96-os szezonban.[9]
- A 18. fordulóban a PSV Eindhoven legyőzte 0:2-re a Feyenoord csapatát Rotterdamban. 2009 ősze óta a PSV most nyert először a rotterdami De Kuip-ban a Feyenoord ellen.[10]
- Csapaton belüli negatív rekord !!! A Feyenoord a 17. és 23. fordulók között 7 mérkőzést vesztett el egymás után. Ilyen rossz sorozata eddig még története során soha nem volt a rotterdami csapatnak az Eredivisie-ben. Az eddigi legrosszabb sorozatuk 4 mérkőzés volt.[11]
- A szezon 28. fordulójában megszakadt a PSV Eindhoven régóta tartó sorozata. Hazai pályán kikaptak az AFC Ajax-tól 0:2-re. 2014. szeptember 28. óta ekkor nem tudtak először gólt szerezni a bajnokságban az aktuális ellenfelük ellen. Így megszakadt az 54 mérkőzés óta tartó sorozatuk.[12]
- A szezon 29. fordulójában minden mérkőzésen megemlékeztek az előtte való héten (március 24.) elhunyt világhírű holland labdarúgóra, Johan Cruijff-ra. Az összes mérkőzés 1 perces néma csenddel kezdődött és minden mérkőzés a 14. percben szintén megállt egy percre.